# Niffer
Niffer település Franciaországban, Haut-Rhin megyében. Lakosainak száma 977 fő (2022. január 1.). Niffer Hombourg, Petit-Landau, Kembs, Dietwiller és Habsheim községekkel határos.

## Népesség
A település népességének változása:
| Lakosok száma | 970  | 961  | 978  | 946  | 940  | 945  | 953  | 970  | 977  |
|               | 2013 | 2015 | 2016 | 2017 | 2018 | 2019 | 2020 | 2021 | 2022 |